# آلساندرو پیرینی
آلساندرو پیرینی (به ایتالیایی: Alessandro Pierini) بازیکن فوتبال و اهل ایتالیا است که از سال ۲۰۰۱ میلادی عضو تیم ملی فوتبال ایتالیا بوده و در ۱ بازی ملی حضور داشته‌است. او در بازی‌های ملی‌اش گلی به ثمر نرساند.
آلساندرو پیرینی آخرین بازی ملی خود را در سال ۲۰۰۱ میلادی انجام داد.